# مركبة جوية

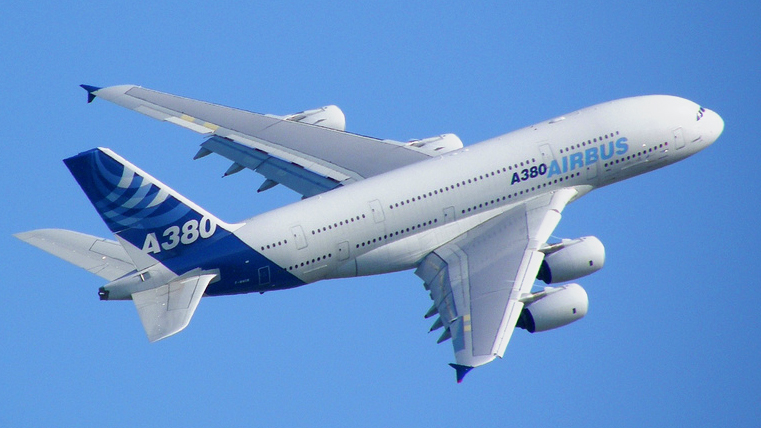
طائرة إيرباص A380 أكبر طائرة ركاب في العالم

المركبة الجوية هي طائرة يمكنها أن تطير خلال الغلاف الجوي للأرض أو خلال أي غلاف جوي آخر؛ معظم الصواريخ ليست مركبات جوية لأنها ليست مدعومة بواسطة الهواء المحيط.
بصورة عامة يمكن تقسيم المركبات الجوية إلى :
- أخف من الهواء
- أثقل من الهواء

تنقسم أيضا إلى عدة أقسام :
1- جسم الطائرة
2- اجنحتها
3- المحركات